# サンディニスタ革命
サンディニスタ革命（サンディニスタかくめい）は、ニカラグアの革命運動。ニカラグア革命ともいう。サンディニスタとは、正式名称サンディニスタ民族解放戦線（FSLN）で、アメリカ海兵隊相手に戦い、1934年にアナスタシオ・ソモサ・ガルシアに暗殺された革命家アウグスト・セサル・サンディーノにちなむ名称である。

## 親米独裁から反米左派独裁へ
この運動はキューバ革命の影響を受けており、1961年にカルロス・フォンセカ（1976年に暗殺）の指導のもとに、独裁的支配を続けてきたソモサ一族の支配体制に反対して起こった。ホンジュラス国境地帯のジャングルや山岳地でのゲリラ活動を主としていた。アメリカの支援を受けたソモサ政権による弾圧を受けたが、次第に一般市民、中間層にも反ソモサの支持が広がり、1979年6月9日の蜂起で親米派を追い出し、臨時政府を樹立された。革命政権は民族再建政府と称した5人の最高評議会を中心に土地改革・識字運動などを推進し、ソモサ家の不正蓄財による財産を没収した。しかし、左傾化する政府による急進的な革命には中間層が反発し、1980年には中道派が離脱した。1984年の大統領選挙でFSLNの指導者で「革命の英雄」とされた国家再建委員会議長のダニエル＝オルテガが大統領に選出された。オルテガ率いる政党化した「サンディニスタ民族解放戦線」は同国初の民主的な選挙とされる1990年大統領選と選挙に敗れた。
再執権・2007年の変貌
その後2007年に与党に復帰した「サンディニスタ民族解放戦線」は変貌し、独裁色を強めた。社会主義国ベネズエラからの石油を介した巨額の援助が支えであり、年平均5億ドル。オルテガ政権はこれを元に経済を立て直し、2009年に44.7%だった貧困率を2017年には41.2%へと改善させた。しかし、左派政権の腐敗は急激に進んだ。オルテガ大統領は党内の反対派を排除し、メディアを買収して政府の支配下に置いた。さらに最高裁の判事や最高選挙管理委員会に自身と近い人物を置き、大統領の連続再選を禁じた憲法を改正して「無限再選」を可能とした。2014年に石油価格が下落すると産油国ベネズエラからの支援が激減でニカラグアの社会保障費は赤字が積み重なった。同年に憲法の再選禁止規定を撤廃しており、独裁的な政治手法に対して批判が強まったが、2017年には夫人を副大統領に据えた。2018年4月18日にニカラグア政府は、年金の減額や保険料の値上げといった社会保障制度改革を決定した。すると、まず、学生らが反発。SNSでデモを呼び掛けると、政府に不満を持つ人々の間で抗議の大波が広まった。反政府デモに対する政府の対応は警官隊のほか、退役軍人やサンディニスタ民族解放戦線の青年部らによる狙撃隊を組織し、自動小銃で武装した。首都などが数カ月間、市街戦の舞台になった。自動小銃で武装する政府側に対し、市民はバリケードを築き、鉄パイプの手製「迫撃砲」や投石で応戦した。5月30日、一連の衝突で子どもを失った母親たちが「平和的なデモ」を呼びかけると、首都マナグア中心部を40年前にゲリラ兵士を迎えた市民の数を大きく上回る50万人以上の市民が埋め尽くしたのに政府側から銃撃がなされた。以降も政権は野党指導者や批判的な報道をした記者を拘束して拷問するなどでの暴力的な独裁を続けている。2021年には3つの野党から政党資格を剥奪し、7人の野党大統領候補を含む30人以上の反体制派有力者を逮捕・メディア弾圧もして、国際的に非難される再選をしている。かつて1979年の革命でソモサ独裁政権を倒したサンディニスタ民族解放戦線の指導者自身が権力を握ると独裁者化した。このような反親米独裁政府勢力が政権を握ると左派独裁政権化するというのは、ラテンアメリカではよく見られる現象である。2019年時点で国民の42%が暮らす農村民の55.9%が貧困状態にあり、子どもの53％が初等教育を終了できていないために、「革命は成功しなかった」と評価されている。それでも反米左派政権であるためにロシア、イラン、ベネズエラ、キューバ、ボリビアはオルテガ政権への支持を表明している。

## 経緯

### サンディニスタ革命まで
1974年ごろからニカラグア国内に広く反ソモサの動きが広まり、1978年には体制側により反政府系新聞社主ペドロ・ホアキン・チャモロが暗殺されるに至った。これを契機に反ソモサ勢力の中にはサンディニスタへの支持基盤が広がり、結果的にチャモロ社主の暗殺は、却ってソモサ体制をより大きくを揺るがすこととなった。
1979年7月、サンディニスタの大規模な軍事攻撃や市民のゼネラル・ストライキは遂にアナスタシオ・ソモサ・デバイレを亡命に追い込み、民族再建政府が樹立された。革命政府は土地改革・識字運動・ソモサ家の財産没収などの政策を実行した。

### サンディニスタ革命以後
革命政府によるこれら急進的な政策に反対する穏健派革命勢力（サンディニスタの一部を含む）は下野し、更にその一部はソモサ派残党と手を結んで「コントラ」と呼ばれる反革命勢力に加わった。
1980年代に入るとアメリカが経済援助を停止して経済封鎖を続け、またコントラを支援した。1984年の総選挙で、これまで民族再建会議議長であったダニエル・オルテガが大統領に就任し、非同盟と混合経済を謳う新憲法が発布された。1988年にコスタリカ大統領アリアスの和平提案が旧中米連邦5カ国の大統領によって調印されたが、完全な実行には至らなかった。
長引く戦闘の重圧と経済疲弊の中で行われた1990年の総選挙で反サンディニスタ側が勝利、ペドロの妻ビオレタ・チャモロが新大統領となり、サンディニスタ革命は終焉した。